# Furcifer campani
Furcifer campani är en ödleart som beskrevs av Grandidier 1872. Furcifer campani ingår i släktet Furcifer och familjen kameleonter. IUCN kategoriserar arten globalt som sårbar. Inga underarter finns listade i Catalogue of Life.
Arten förekommer på centrala Madagaskar. Honor lägger ägg.